# Otocinclus mariae
Otocinclus mariae är en fiskart som beskrevs av Fowler, 1940. Otocinclus mariae ingår i släktet Otocinclus och familjen Loricariidae. Inga underarter finns listade i Catalogue of Life.